# Ярі Рантанен
Ярі Рантанен (фін. Jari Rantanen, нар. 31 грудня 1961, Гельсінкі) — фінський футболіст, що грав на позиції нападника.
Виступав, зокрема, за клуби «ГІК», «Лестер Сіті» та шведський футбольний клуб «Гетеборг», а також національну збірну Фінляндії.
Триразовий володар Кубка Фінляндії. Чемпіон Швеції. Володар Кубка УЄФА.

## Клубна кар'єра
Ярі Рантанен народився у столиці Фінляндії — Гельсінкі, і свою футбольну кар'єру розпочав у 1980 році у місцевій команді «ГІК». Під час першого періоду виступів за столичний клуб провів у ньому три сезони, взявши участь у 74 матчах чемпіонату. Більшість часу, проведеного у складі «ГІКа», був основним гравцем атакувальної ланки команди. У складі команди уперше став чемпіоном Фінляндії у 1981 році.
У 1983 році вирішив спробувати сили у зарубіжній першості, і відбув до Португалії, де приєднався до складу команди «Ештуріл-Прая». Але у ештурільському клубі фінський нападник затримався ненадовго, зігравши лише 9 матчів у португальській першості, і повернувся на батьківщину. У Фінляндії Рантанен вдруге одяг форму рідного клубу «ГІК», та за неповних два роки виступів удруге став і чемпіоном Фінляндії у 1985 році.
У 1985 році Ярі Рантанен вирішив спробувати сили у бельгійській першості, і приєднався до складу антверпенського «Беєрсхота». Але стати стабільним гравцем основи фінському нападнику не вдалось, і за рік Рантанен покидає бельгійський клуб.
У 1986 році фінський нападник стає гравцем шведського футбольного клубу «Гетеборг». Хоча у чемпіонаті Швеції Ярі Рантанен зіграв лише 11 матчів, у яких відзначився забитими голами лише двічі, він разом із командою також виборов титул чемпіона Швеції. Свої бомбардирські здібності фін повністю виявив у розіграші Кубка УЄФА, де він став одним із чотирьох найкращих бомбардирів турніру, відзначившись 5 разів, разом із голландцями Петером Гаутманом та Вімом Кіфтом і бразильцем із португальської «Віторії» Паулінью Каскавелом. Бомбардирські здібності фіна допомогли «Гетеборгу» дійти до фіналу турніру, у якому шведський клуб за сумою двох матчів переміг шотландський «Данді Юнайтед». У цих іграх Ярі Рантанен сидів у запасі, але разом із командою став володарем Кубка УЄФА.
Після успішного сезону в Швеції Рантанен вирушив до Англії, де впродовж двох сезонів виступав за команду «Лестер Сіті» із однойменного міста.
У 1989 році повернувся на батьківщину, де втретє одяг футболку столичного «ГІКа», де виступав до 1990 року. Після дворічної паузи у виступах знову вийшов на футбольне поле в 1993 році як гравець клубу «ФіннПа». У 1996 році черговий раз повернувся до столичного «ГІКа», із яким втретє виграв титул чемпіона Фінляндії. У 1997 році один сезон виступав за «ФіннПа», а завершив професійну ігрову кар'єру у клубі «Паллокерго-35», за команду якого виступав протягом 1998—1998 років.

## Виступи за збірну
1984 року дебютував в офіційних матчах у складі національної збірної Фінляндії. Протягом кар'єри у національній команді, яка тривала 6 років, провів у формі головної команди країни 29 матчів, забивши 4 голи.

## Титули і досягнення

### Командні
- Володар Кубка Фінляндії (3):

«ГІК»: 1981, 1984, 1996
- Чемпіон Швеції (1):

«Гетеборг»: 1987
- Володар Кубка УЄФА (1):

«Гетеборг»: 1986-87

### Особисті
Найкращий бомбардир розіграшу Кубка УЄФА: 1986-87 (5 м'ячів, разом із Паулінью Каскавелом, Вімом Кіфтом, Петером Гаутманом)